# 2.PAK
2.PAK是一种为编写人工智能程序而设计的程式設計語言。該程式語言擁有協程，1975年在加拿大推出發行，用以取代舊的1.PAK。2.PAK的技術發展是基於SIMULA 67。